# TheKillerTunaJump: Freddie, Jade, Robbie
#TheKillerTunaJump: #Freddie #Jade #Robbie (#SaltoSobreElAtúnAsesino en Latinoamérica) es el primer especial de una hora de la serie derivada de televisión Sam & Cat, correspondiente a los episodios 23 y 24 de la primera temporada del show. La serie es creada por Dan Schneider. El episodio se estrenó el 18 de enero de 2014 por Nickelodeon en los Estados Unidos, y el 29 de mayo de 2014 en Latinoamérica.

## Sinopsis
Cuando Jade (Elizabeth Gillies), una de las mejores amigas de Cat en Hollywood Arts se encuentra con Sam (Jennette McCurdy), se convierten en muy amigas y dejan a Cat muy excluida. Nona (Maree Cheatham) habla muy seriamente con Cat, diciéndole que si Sam le roba a sus amigos, ella también le robe los suyos. Cat toma muy en serio esto y ella toma el teléfono de Sam y llama a Freddie (Nathan Kress, su exnovio de Seattle). Ella habla con Freddie y le dice que tiene que ir urgentemente a Los Ángeles, mintiendo sobre que Sam había tenido un accidente. Cuando Freddie llega al apartamento de las chicas, Sam & Cat se encuentran en una fuerte pelea. Con el fin, de igualar la situación, Sam llama al mejor amigo de Cat, Robbie (Matt Bennett), haciendo que las cosas se salgan un poco más de control.
Mientras tanto, Dice (Cameron Ocasio) ha ganado un tanque entero de atún, en una partida de pócker, y él se ve obligado a dejarlo en un patio mientras encuentran un lugar para su almacenamiento. Sam sugiere, que para pagar un buen lugar en donde mantener ese tanque lleno de atún, ella saltará todo ese tanque con su motocicleta, y así atraer a mucha audiencia. A Dice no le parece buena idea, así que se lo dice a Cat, y ella, aterrorizada, encierra a Sam en un armario, tratándola de salvar, pero Cat hará ese salto, haciendo que todo eso se ponga en peligro.

## Reparto

### Personajes principales
- Jennette McCurdy como Sam Puckett.
- Ariana Grande como Cat Valentine.
- Cameron Ocasio como Dice.
- Maree Cheatham como Nona Valentine.

### Estrellas invitadas
- Elizabeth Gillies como Jade West.
- Nathan Kress como Freddie Benson.
- Matt Bennett como Robbie Shapiro.
- Mary Scheer como la Sra. Benson.

## Producción
Durante la grabación de la serie, meses atrás, Dan Schneider hizo público por Twitter que se aproximaba una gran estrella invitada. Meses después, el 3 de octubre de 2013, Dan hizo su confirmación vía Twitter que iniciaban grabaciones para el primer especial de una hora de Sam & Cat, con 3 estrellas invitadas especiales, que volvería a unir a los dos elencos, tal como en el episodio de 90 minutos de iCarly, "iParty with Victorious". Jennette McCurdy que hace el papel de Sam, y Ariana Grande que hace el papel de Cat, también publicaron en sus cuentas de Twitter que los invitados eran de las series, Victorious y iCarly. Días después, se dio a conocer mediante J14magazine.com, que las estrellas invitadas eran Nathan Kress como Freddie de iCarly, Elizabeth Gillies como Jade y Matt Bennett como Robbie de Victorious. "The Great Tuna Jump: #ReunionSpecial", nombre oficial del episodio, se dio a conocer en diciembre de 2013. Finalmente, el episodio salió al aire por Nickelodeon en Estados Unidos el día 18 de enero de 2014 a las 8/7c.

## Recepción
El episodio fue el segundo estreno más visto en el público infantil durante esa semana, solo detrás de la película original de Disney Channel llamada Cloud 9 con 5 millones de espectadores. Este episodio ganó un total de 4.8 millones de espectadores, que fue número uno en niños de 6-11 años, ganando un ráting de (10.5/2.1M), fue número uno en adolescentes de 9-14 y niños de 2-11 años. Esta audiencia fue la más alta en un estreno especial en el canal desde 2012, haciendo que Nickelodeon ganara la semana con un total de 1.8 millones de espectadores, siendo la tercera semana al hilo en ser número uno.